# رزا فیلبرگ
رزا فیلبرگ (ارمنی: Ռոզա Ֆիլբերգ؛  ۱۸ سپتامبر ۱۹۸۹) یک بازیگر و خواننده اهل ارمنستان بود. وی از سال ۲۰۱۶ میلادی تا کنون فعالیت می‌کند.

## زندگی‌نامه
وی با نام اصلی رزا مسروبیان (ارمنی: Ռոզա Մեսրոպյան) در ۱۸ اوت ۱۹۸۹ در ایروان به دنیا آمد . 

## گزیده فیلمشناسی
از فیلم‌ها یا برنامه‌های تلویزیونی که وی در آن نقش داشته‌است می‌توان بهدانه انار (مجموعه تلویزیونی ارمنستانی)  اشاره کرد.